# Карл Оффманн
Карл Огюст Оффманн (фр. Karl Auguste Offmann, нар. 25 листопада 1940 — 12 березня 2022) — президент Маврикія з 25 лютого 2002 року по 1 жовтня 2003 року.

## Біографія
Народився в сім'ї з 7 дітей. Технічну освіту (в галузі залізниць) здобув на Маврикії. У 1963—1979 роках технік у таблоїді Daily Express. Навчався в Британії, фахівець у галузі політичних і соціальних наук, з 1965 року активно працював у громадських міжнародних організаціях, пов'язаних з питаннями освіти, соціальної роботи та розвитку в зоні Індійського океану. З 1979 року — директор друкарні католицької єпархії м. Порт-Луї.
З 1976 року в політиці, зробив невдалу спробу балотуватися в законодавчу асамблею. У 1978 році — один із засновників Маврикійської соціалістичної партії, яка в 1983 році увійшла в Бойовий соціалістичний рух Маврикія (МСМ).
У 1982—1995 роках — депутат Законодавчої асамблеї. У серпні 1983—1984 роках — міністр планування та економічного розвитку. У 1984—1986 роках — міністр місцевого самоврядування та кооперативів. Одночасно у 1983—1986 роках — редактор газети Daily Socialist. У 1986—1991 роках — міністр соціального забезпечення, виправних установ та національної солідарності, тоді ж одночасно статс-секретар уряду.
У 1987—1991 роках — генеральний секретар МСМ. В 1996—2000 роках — лідер МСМ. Після нищівної поразки партії на виборах 1995 року (19,8 % голосів проти 65,2 % у Лейбористської партії) створив Опозиційний блок ЧСЧ і Маврикійського бойового руху (МММ), який здобув перемогу на виборах 2000 року.
Був присутній на святкуванні 70-річчя Великої Жовтневої революції в Москві з 4 по 5 листопада 1987 року.
На парламентських виборах в 2000 роцы коаліція Маврикійського бойового руху і бойового соціалістичного руху отримала абсолютну більшість у парламенті, що дозволило їй обрати 25 лютого 2002 року Оффманна президентом Маврикія, після відмови двох його попередників підписати спірний антитерористичний законопроєкт. Перебував на посаді до 7 жовтня 2003 року, коли подав у відставку на користь чинного прем'єр-міністра Анируда Джагнота, що переходив на пост глави держави згідно з урядовою коаліційною угодою, після чого виконуючим обов'язки глави держави став віце-президент Рауф Бундхун, поки Джагнот не був обраний на цей пост.
Стипендіат премії «програма для африканських президентів», заснованої Дослідницьким центром архівів африканських президентів (APARC) Бостонського університету, під керівництвом Чарльза Стіта. Переконаний прихильник безкоштовної освіти та охорони здоров'я, розвиненого соціального забезпечення та ряду інших соціальних послуг.
Дружина — Марія Муту, має двох синів — Жиля Бернара і Ханса Еріка.